# Raid di al-Khisas
Il raid di al-Khisas ebbe luogo nella Palestina mandataria il 18 dicembre 1947, vicino al confine siriano, e fu effettuato dai miliziani sionisti del Palmach.

## Eventi
L'incursione fu eseguita dal Palmach, un gruppo paramilitare sionista dell'Haganah, per vendicarsi di una sparatoria in cui un passeggero su un carro trainato da cavalli di un vicino kibbutz è stato ucciso quel giorno. Secondo il quotidiano online palestinese al-Watan, i Palestinesi avevano reagito all’uccisione di cinque operai arabi da parte di tre "sionisti" accoltellando uno degli assalitori.
Il comandante della brigata Labanouni e vicecomandante del 3º battaglione Palmach Moshe Kelman, che era di stanza ad Atlit, ricevette la notizia e si recò sul luogo dell'incidente. Il comandante del battaglione Mola Cohen, chiese un'operazione di ritorsione contro il villaggio di Al-Khasas, senza dimostrare che gli abitanti fossero effettivamente i responsabili. I comandanti locali del Palmach presumevano erroneamente che la sparatoria fosse ordita da un nucleo ad al-Khisas. La logica seguito in quel momento dai miliziani ebrei era che "se non ci fosse stata una reazione all'omicidio, gli arabi avrebbero interpretato questo come un segno di debolezza e un invito a ulteriori attacchi".
L'Alto Comando dell'Haganah approvò quindi un attacco rivolto solo contro gli uomini e l'incendio di alcune case e Moshe Kelman consegnò l'ordine alla brigata. Il raid provocò la morte di 12 residenti arabi di al-Khisas, tra cui 4 bambini.

## Reazione
L'Haganah inizialmente negò il massacro, ma fu in seguito ammesso da un suo portavoce. La leadership ebraica dell'epoca criticò aspramente l'attacco. A gennaio, il capo dell'Agenzia ebraica David Ben Gurion valutò il caso assieme al generale Moshe Dayan. Nel 1948, l'arabista Nachum Horowitz, residente di Kfar Giladi e noto per le sue relazioni positive con gli Arabi locali, si recò a Tel Aviv per incontrare Ben Gurion e la leadership israeliana e chiedere loro di processare e punire i comandanti del Palmach per il raid, ma la condanna non avvenne.
Tre settimane dopo, le forze arabe attraversarono il confine siriano ed effettuarono un attacco di rappresaglia contro il kibbutz Kfar Szold, ma subirono pesanti perdite e furono respinte. Gli eventi portarono a un'escalation di violenza che si diffuse rapidamente nella regione dell'Alta Galilea.